# Di Gi Charat: Dejiko-mmunication
Di Gi Charat: Dejiko-mmunication (でじこミュニケーション?, Dejiko-myunikēshon) è una serie di due videogiochi pubblicati per Game Boy Advance ed ispirati al celebre anime Di Gi Charat. La serie consiste di due titoli: Di Gi Charat: Dejiko-mmunication pubblicato nel 2002 e Di Gi Charat: Dejiko-mmunication 2 in 1 Datou! Black Gemagema Dan pubblicato nel 2004.

## Di Gi Charat: Dejiko-mmunication
Di Gi Charat: Dejiko-mmunication è un videogioco sviluppato da M2 e pubblicato dalla Broccoli per Game Boy Advance il 25 ottobre 2002, esclusivamente in Giappone.
Nel videogioco è possibile scegliere una delle tre protagoniste dell'anime (Dejiko, Puchiko e Rabi en Rose) e con essa gestire il negozio Gamers con i pochi soldi a disposizione, battendo i negozi rivali per incasso e numero di clienti. A seconda delle scelte fatte durante il gioco, è possibile assistere a diversi finali per ciascuna delle protagoniste.
Il videogioco utilizza lo stesso character design e la stessa colonna sonora, composta da Manabu Namiki, presenti nell'anime.

## Di Gi Charat: Dejiko-mmunication 2 in 1 Datou! Black Gemagema Dan
Di Gi Charat: Dejiko-mmunication 2 in 1 Datou! Black Gemagema Dan anche conosciuto come Digi Communication Nyo è un videogioco sviluppato da M2 e pubblicato dalla Broccoli per Game Boy Advance il 15 luglio 2004, esclusivamente in Giappone.